# Lembus
Il lembus (in greco antico: λέμβος?, lémbos) era un'antica galea illirica, con un unico banco per i remi, senza vele e a doppia prua, molto veloce e manovrabile. Era capace di trasportare 50 persone, in aggiunta ai rematori.
Polibio riporta che era utilizzata dai pirati illiri, ma che fu anche utilizzata da Filippo V di Macedonia durante la prima guerra macedonica, combattuta contro i Romani.